# Otoglossum chiriquense
Otoglossum chiriquense är en orkidéart som först beskrevs av Heinrich Gustav Reichenbach, och fick sitt nu gällande namn av Leslie Andrew Garay och Galfrid Clement Keyworth Dunsterville. Otoglossum chiriquense ingår i släktet Otoglossum och familjen orkidéer. Inga underarter finns listade i Catalogue of Life.